# Do That to Me One More Time
Do That to Me One More Time ist ein Lied von Captain & Tennille aus dem Jahr 1979, das von Toni Tennille geschrieben wurde und auf dem Album Make Your Move erschien.

## Geschichte
Nachdem Ende der 1970er Jahre ihre Erfolge, damals unter A&M Records unter Vertrag stehend, zur Neige gingen, unterzeichneten Captain & Tennille einen Plattenvertrag bei Casablanca Records unter Leitung von Neil Bogart. Do That to Me One More Time wurde zu ihrem Comeback, aber aufgrund des Todes Bogarts ließ sich der Plattenvertrag nicht verlängern und ihre Erfolge konnten sie nicht mehr wiederholen. Sängerin und Songwriterin Toni Tennille spielte für Bogart in ihrem Haus mit ihrem Ehemann Daryl Dragon, dem Produzenten des Liedes in Pacific Palisades, Kalifornien auf einem Elektronischen Piano vor. Bogart zeigte sich begeistert und sagte: „Das ist ein Riesenhit. Es gibt gar keine Zweifel für ihre erste Single bei uns.“ Eine spanischsprachige Version des Liedes nahm das Duo mit dem Titel Ámame una vez más auf.
Die Veröffentlichung war am 19. Oktober 1979. In den Vereinigten Staaten wurde der Adult-Contemporary- und Popsong ein Nummer-eins-Hit. In der Episode Der eingebildete Dachdecker bei den Simpsons fand das Lied seine Verwendung.

## Coverversionen
- 1980: Cilla Black
- 1980: The Association
- 1980: Gitte Hænning (Mach das doch noch einmal mit mir)
- 1984: Acker Bilk
- 1995: The Boo Radleys (Find the Answer Within)
- 1996: Gwen McCrae
- 1997: Jam & Spoon feat. Plavka (Kaleidoscope Skies)
- 1998: Roland Kaiser (Mach das doch noch einmal mit mir)
- 2000: Amber
- 2003: Dana Winner (Leb’ mit mir heut’ Nacht)
- 2015: R. City & Adam Levine (Locked Away)[3]